# Ställplats

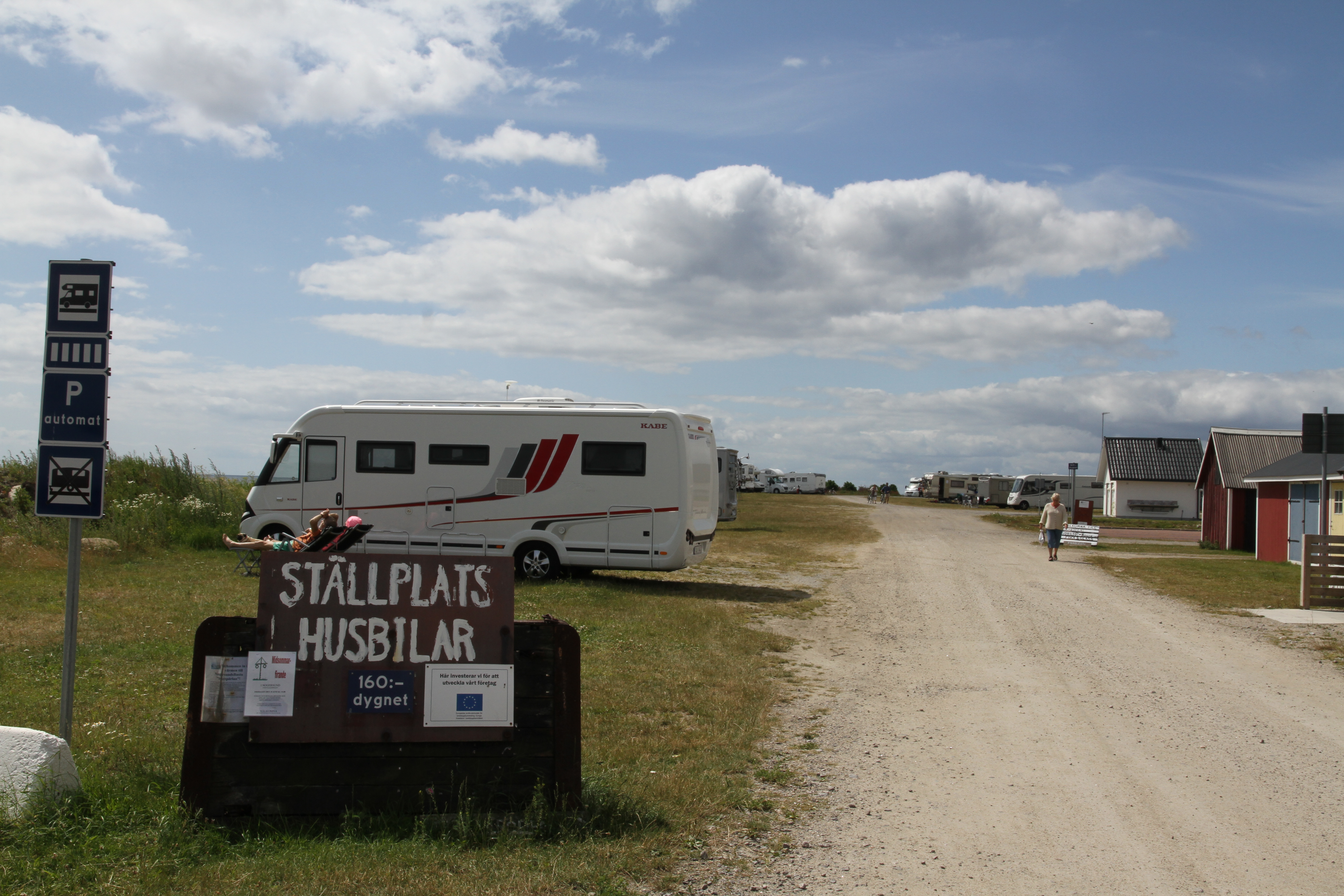
Ställplats för husbilar i Nogersund, Sölvesborg 15 juli 2015.

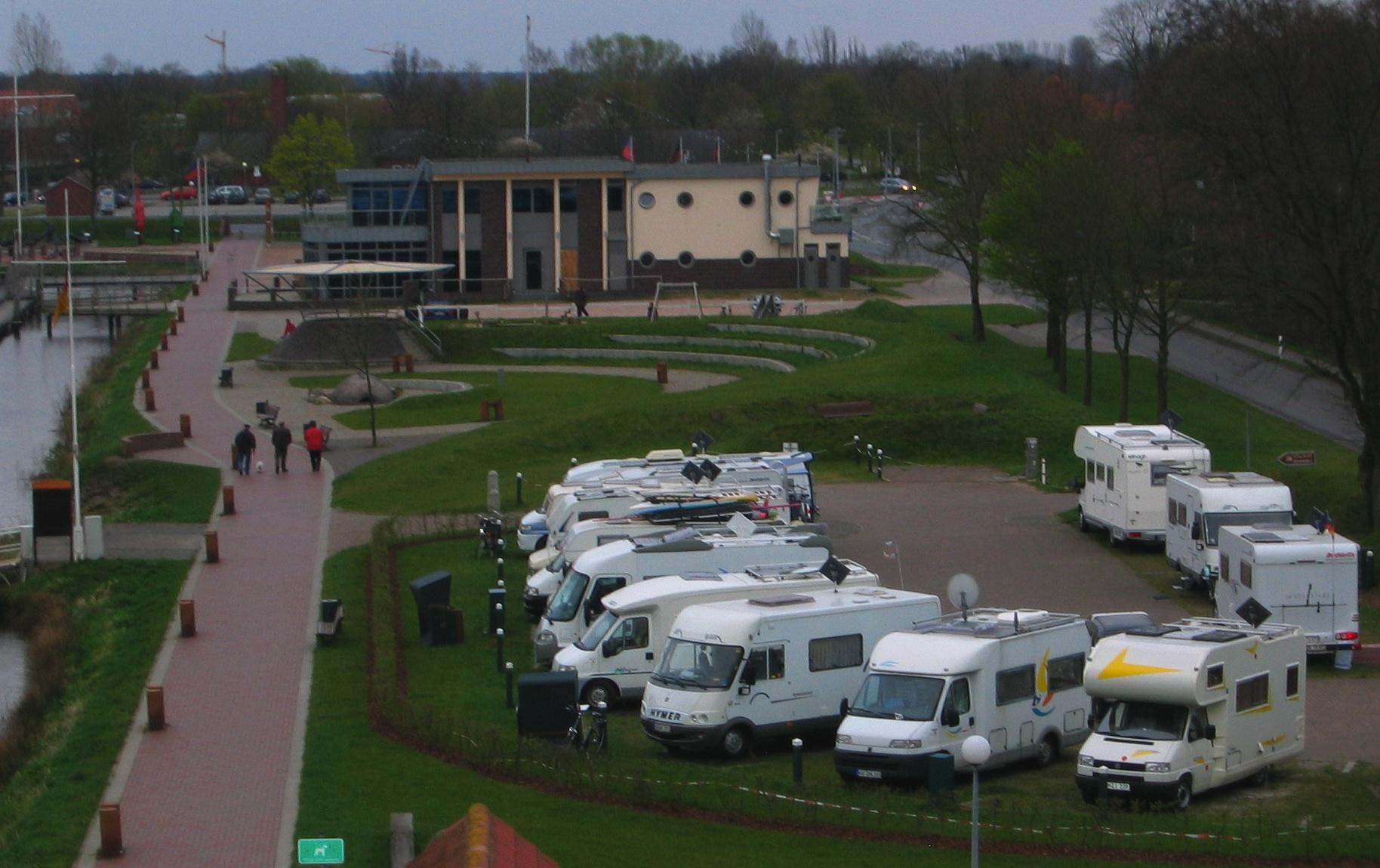
Ställplats i Barssel i nordvästra Tyskland.

Tysk skylt för ställplats.

En ställplats är en uppställningsplats som är primärt är avsedd för husbilar för övernattning. På en del platser tillåts även husvagnar. Den kan vara i kommunal eller privat regi och kan vara försedd med vissa faciliteter exempelvis tömning av toalett.
Ställplatsen kan också vara helt utan faciliteter, och är oftast billigare än till exempel en campingplats.
Ordet ställplats kommer från tyskans Stellplatz, vilket används även i Danmark. Andra benämningar för ställplats är husbilsplats, i latinska länder använder man Aire och i Storbritannien RV-park (recreational vehicle).
I Sverige är det ägaren av ställplatsen som bestämmer hur övernattning ska ske samt vilken campingutrustning som får användas. Det kan vara stor variation mellan hur ställplatsen kan användas, vissa tillåter endast uppställning av husbilen medan andra tillåter allt från markis till utemöbler.
Ställplatsen skiljer sig från en campingplats bland annat genom följande:
- erbjuder ofta en attraktiv omgivning av något slag
- är på relativt slät mark (horisontell)
- kan nås och lämnas dygnet om utan reception
- erbjuder ibland vissa faciliteter såsom färskvatten, tömning av toalett och gråvatten, elanslutning, wifi mm
- lågt pris – ibland gratis
- vissa är i drift året om